# Cutremurul din Marea Neagră (1901)
Cutremurul din Marea Neagră din anul 1901 a fost cel mai puternic cutremur înregistrat vreodată în Marea Neagră, având o magnitudine de 7,2 grade pe scara Richter. Epicentrul seismului a fost localizat la est de Capul Caliacra (nord-estul Bulgariei), în apropiere de granița cu România, pe falia Șabla. Cutremurul s-a simțit în Bulgaria și în Dobrogea, Oltenia, Muntenia și sudul Moldovei. Falia Shabla produce cutremure cam odată la 450 - 500 de ani, ele putând atinge magnitudini de 7 - 7,5 grade pe scara Richter. Ele se produc la adâncimi de aproximativ 15–30 km. Cutremure produse în această zonă și cu efecte asemănătoare au avut loc în anii 543, 800 și 1444.

## Replici
Cutremurul, fiind foarte puternic, a fost urmat de multe replici și alte seisme independente, cu magnitudini cuprinse între 5,5 și 6 grade pe scara Richter. Acestea au ținut până în anul 1905.

## Pagube
Cutremurul a avut consecințe devastatoare în zona de coastă din sudul Mangaliei, multe sate fiind distruse (intensitatea maximă a IX-X pe scara Mercalli). Cutremurul a generat un tsunami de 4 - 5 metri înălțime, provocând dislocări ale malurilor și a alte fenomene geomorfologice locale. În București, intensitatea seismică a fost V-VI grade pe scara Mercalli, provocând panică în rândul populației.
Provincia bulgărească Dobrici a fost, de asemenea, grav afectată de tsunami. În mai multe localități (printre care și Balcic) casele au fost luate de șuvoaiele de ape.